# 山田詩織
山田 詩織（やまだ しおり、1994年9月6日 - ）は日本の元女優、元タレント。
所属事務所はアートタッチ。神奈川県出身。

## レギュラー出演

### テレビ
- 玉ニュータウン（テレビ埼玉、2011年5月 - 2013年3月）

### イベント
- 玉ニューロックフェスティバル‘12〜赤字が出たら番組終了〜（さいたま市文化センター、 2012年2月26日）
- 玉ニュータウン 中交流会 玉連総会 （科学技術館サイエンスホール、2013年2月10日）